# دختری در قفس
دختری در قفس فیلمی به کارگردانی قدرت‌الله صلح‌میرزایی، نویسندگی علی‌رضا داوودنژاد و تهیه‌کنندگی علی‌رضا داوودنژاد و علی واجدسمیعی محصول سال ۱۳۸۱ است.

## خلاصه داستان
نادر و دخترعمویش آذر که به هم علاقه‌مند هستند، براساس نقشه‌ای که کشیده‌اند، تاج و شمشیری را که متعلق به جد خانوادگی شان بوده از موزه می‌دزدند، اما پدر آذر می‌گوید برای تکمیل این مجموعه نیاز به حمایل نیز هست و…